# Roony Bardghji
Roony Bardghji (Al-Kuwait, 15 de novembre de 2005) és un futbolista suec que juga principalment d'extrem dret. És un jugador molt talentós que destaca per la seva capacitat de desequilibri. El seu actual club és el FC Barcelona. Ha sigut internacional amb les categories inferiors de la Selecció de futbol de Suècia.

## Trajectòria
Bardghji va néixer a Kuwait en una família d'origen sirià i va emigrar a Suècia a l'edat de 6 anys.
Va debutar amb el primer equip del FC Copenhaguen amb només 16 anys, i va esdevenir així el debutant més jove del club. El 2024 patí una greu lesió durant un entrenament (trencament dels lligaments creuats del genoll) que l'impedí jugar gran part de la temporada 2024-25.

## Palmarès
- 3 lligues daneses: 2021-22, 2022-23, 2024-25
- 2 copes de Dinamarca: 2022-23, 2024-25